# اگنس استیل
اَگنس استیل (انگلیسی: Agnes Steele؛ ‏ ۲۲ اوت ۱۸۸۱ – ۳ مارس ۱۹۴۹) بازیگر اهل ایالات متحده آمریکا بود.
از فیلم‌هایی که وی در آن‌ها نقش داشته است، می‌توان به دقیقاً درست می‌گی اشاره نمود.